# Marie Picard

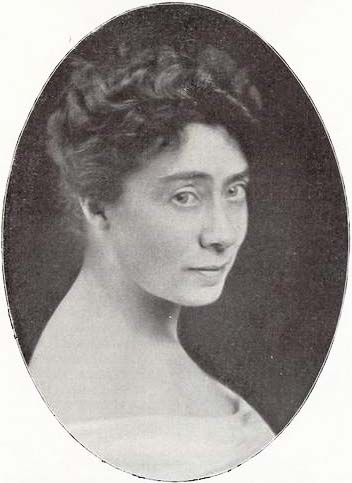
Marie Depage

Marie Pauline Picard (Elsene, 23 september 1872 – voor de kust van Kinsale, 7 mei 1915) was een Belgische verpleegster, vooral bekend onder haar mans naam, Marie Depage, om haar rol in de gewondenverzorging tijdens de Eerste Wereldoorlog. Ze stierf bij het kelderen van de Lusitania.

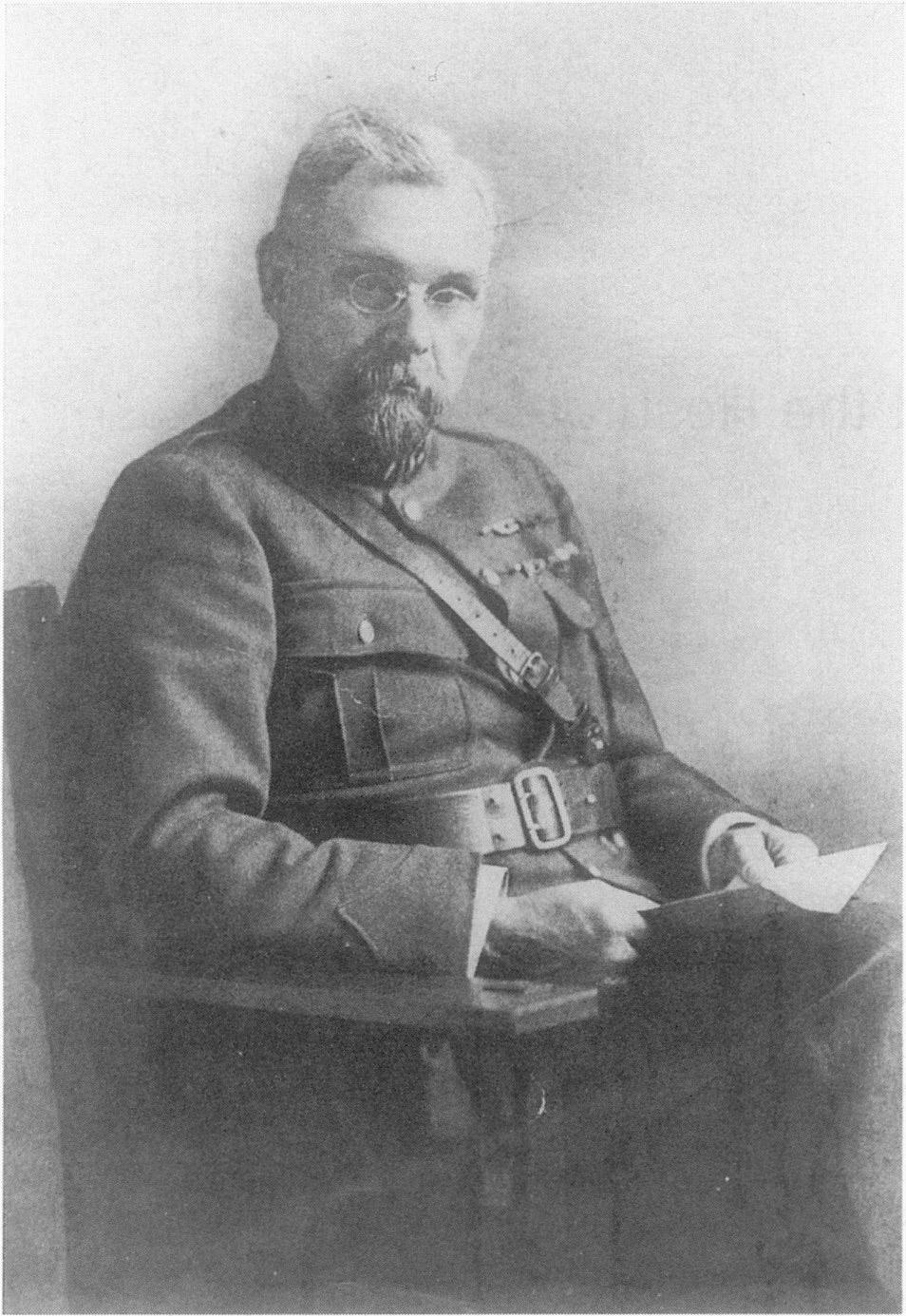
Antoine Depage

## Biografie
Marie Pauline Picard werd geboren te Elsene op 23 september 1872 als dochter van ingenieur Emile Picard en Victorine Héger. Haar oom, Paul Héger, was hoogleraar geneeskunde aan de universiteit van Brussel. Het is via hem dat zij haar toekomstige man, Antoine Depage, leerde kennen. Zij huwde Antoine Depage in 1893 en samen kregen ze drie zonen. Picard speelde als verpleegster, secretaresse én raadgeefster een grote rol in de projecten van haar man.

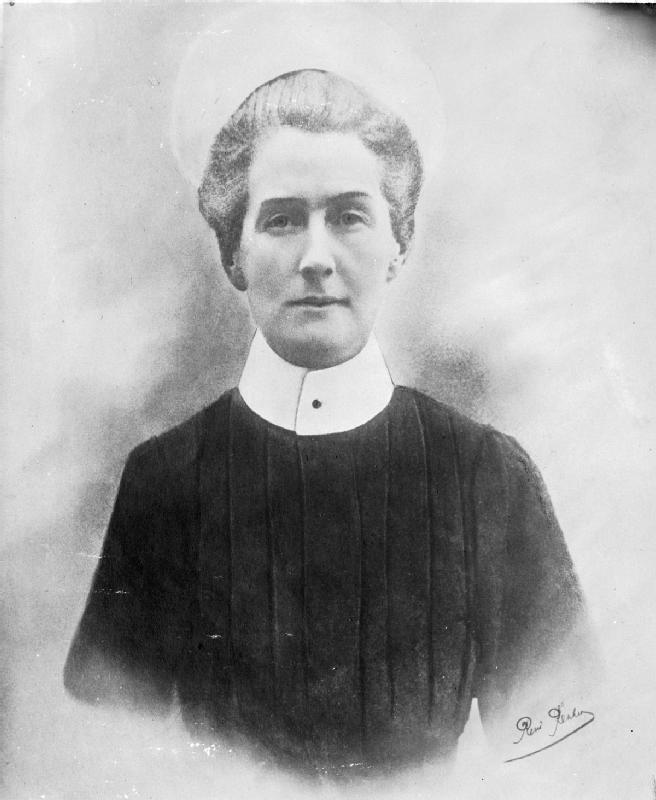
Edith Cavell

## Oprichting chirurgisch instituut Berkendael
In 1903 stichtte Picard samen met haar man het chirurgisch instituut Berkendael. Dit instituut was de basis voor de latere oprichting van de eerste Belgische school voor verpleegkundigen in 1907, geleid door Edith Cavell. Picard was hier verantwoordelijk voor de financiële administratie.

## Ten tijde van de Eerste Balkanoorlog
Tijdens de eerste Balkanoorlog, stond Dr Depage erop dat het Rode Kruis vier mobiele eenheden naar het front stuurde voor de verzorging van de gewonden. Picard vertrok in 1912 zelf met een van deze eenheden naar het hospitaal Tach Kicha in het voormalige Constantinopel (nu Istanboel), samen met haar man en hun oudste zoon Pierre die ambulancier was.

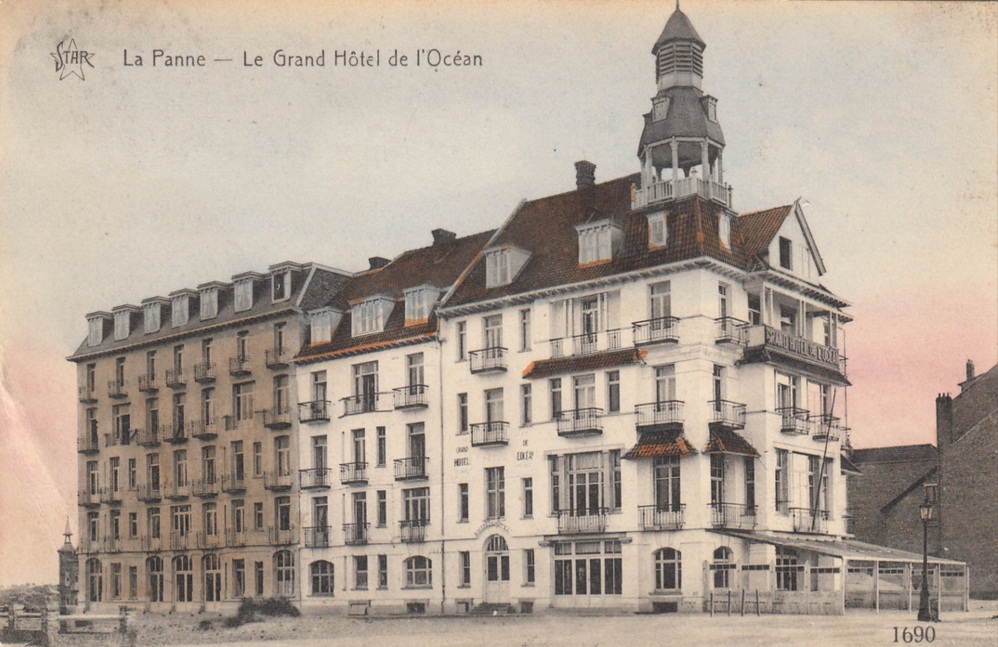
Grand Hotel L'Océan De Panne

## Ten tijde van de Eerste Wereldoorlog
Als chirurg van de koning, had Dr Depage een nauwe band met het koningshuis. Zo vroeg koningin Elisabeth hem om bij aanvang van de Eerste Wereldoorlog in het koninklijk paleis een militair hospitaal op te richten, waar Picard werkte als verpleegster. Later volgde zij haar man naar Calais, verzamelplaats van de Belgische medische diensten op Franse bodem. Ook daar richtten zij twee hospitalen op. De frontlinie verplaatste zich naar België en liep vast aan de Yzer en koningin Elisabeth vroeg hun opnieuw om een hospitaal op te richten. Ditmaal transformeerden ze het hotel L’Océan tot militair hospitaal. Voor het benodigde materiaal trokken Picard en haar man samen met Majoor Gordon naar Londen.

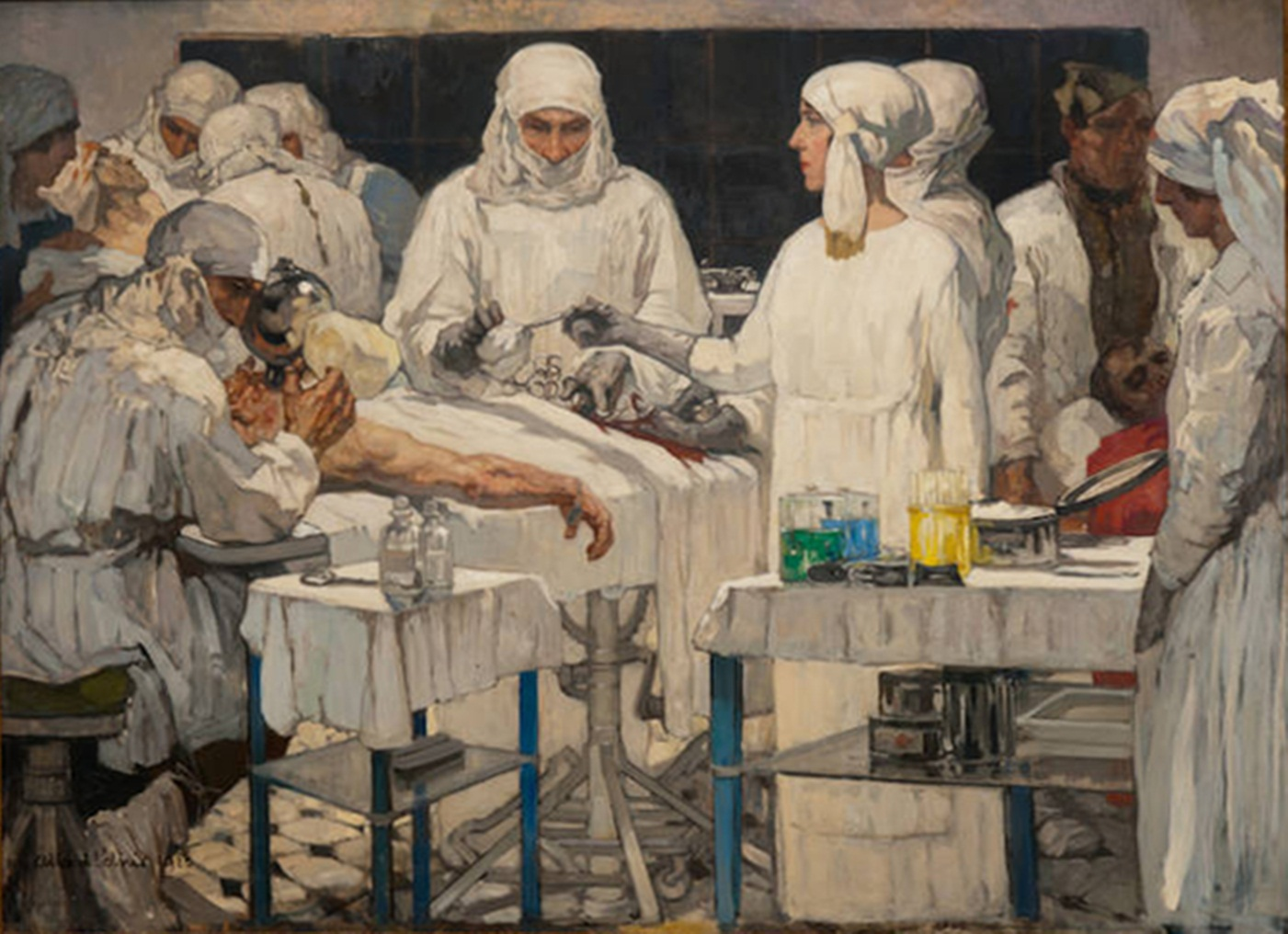
Koningin Elisabeth assisteert Dr Depage

## Fondsenwerving in de Verenigde Staten

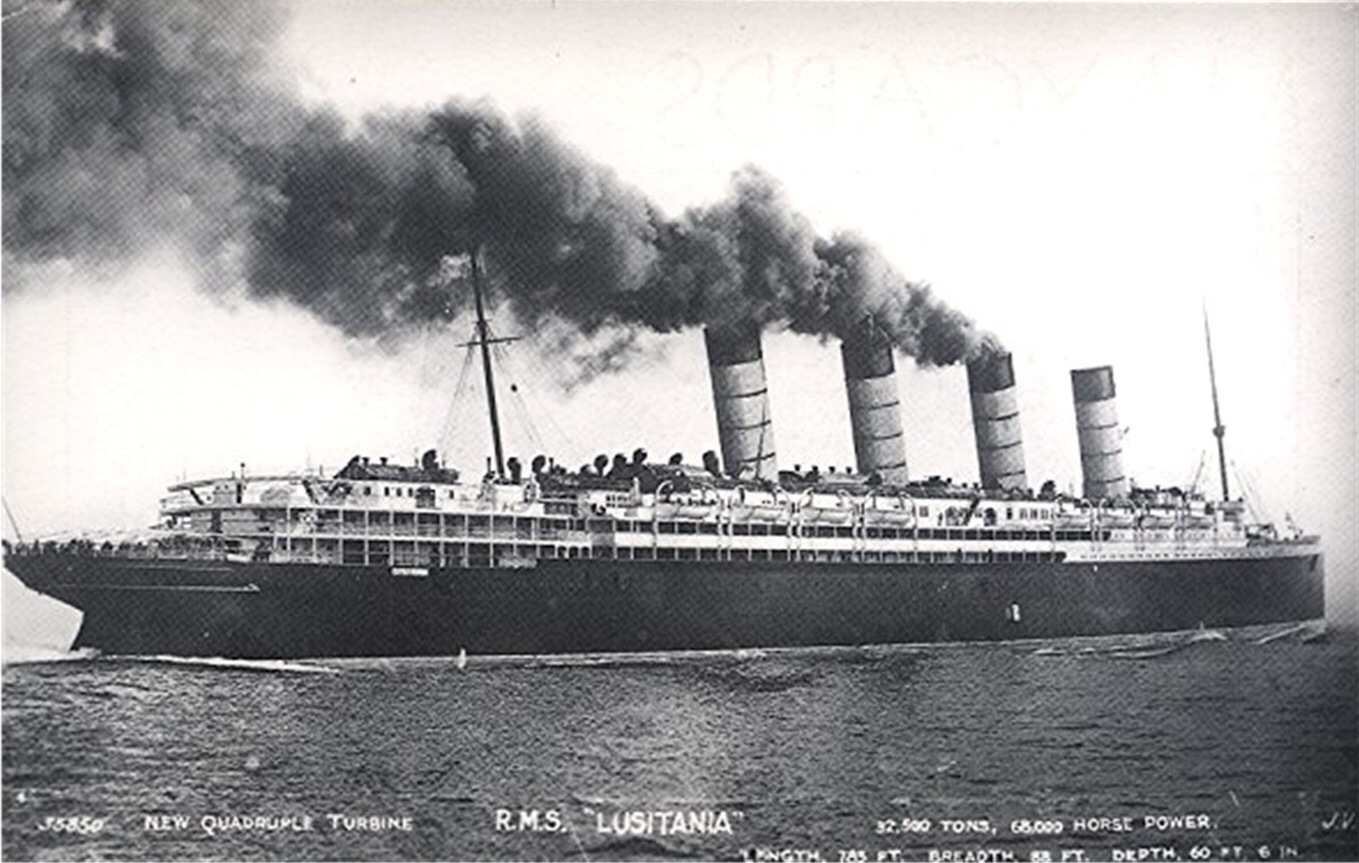
RMS Lusitania

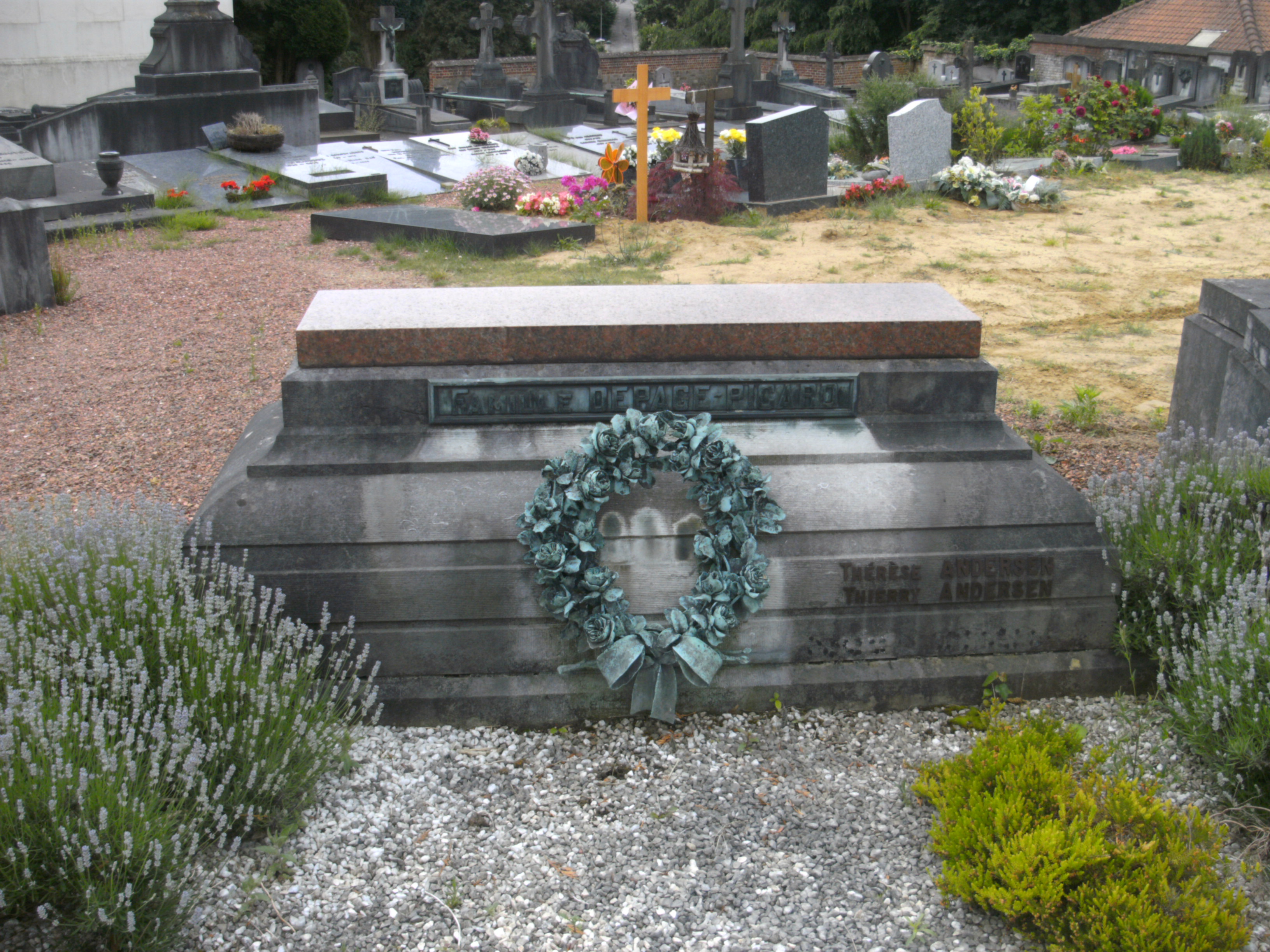
Grafsteen Antoine Depage- Marie Picard

In L'Océan werd Picard niet tewerkgesteld als verpleegster, maar kreeg zij de belangrijke taak om fondsen te werven, zowel voor het hospitaal zelf als voor het Rode Kruis. Hiervoor vertrok ze bijna onmiddellijk naar de Verenigde Staten. In Washington boekte ze haar eerste successen bij het Amerikaanse Rode Kruis, dat haar materiaal en personeel aanbood. Ze gaf verschillende lezingen, onder andere in New York en Chicago. Ze stelde haar terugkeer tweemaal uit en wist uiteindelijk een aanzienlijk bedrag te verzamelen.

## Dood
In mei 1915 keerde ze met de Lusitania terug naar Europa. Het schip werd op 7 mei 1915 getorpedeerd door een Duitse onderzeeër. Met dokter James Houghton kalmeerde ze passagiers en hielp ze hen in de reddingssloepen. Ze verzorgde ook de handen van verschillende matrozen en van de bokser Matt Freeman. Toen het water het hoogste dek bereikte, sprong ze in zee, maar ze bleef vasthaken in touwen en overleed in de Ierse Zee. Haar lichaam spoelde aan in het Verenigd Koninkrijk en werd, via Calais, overgebracht naar de Panne waar ze op vraag van haar man begraven werd in de duinen, vlak bij L'Océan. In 1920 werd ze daar opgegraven en kreeg ze haar finale rustplaats op het kerkhof in Bosvoorde.

## Herdenking
Monument ontworpen in 1920 door Paul Du Bois, voor de voortuin van de Edith Cavell verpleegstersschool te Ukkel. Hier worden zowel Marie Picard als Edith Cavell herdacht, beide sterke vrouwen én indirecte slachtoffers van de Eerste Wereldoorlog.

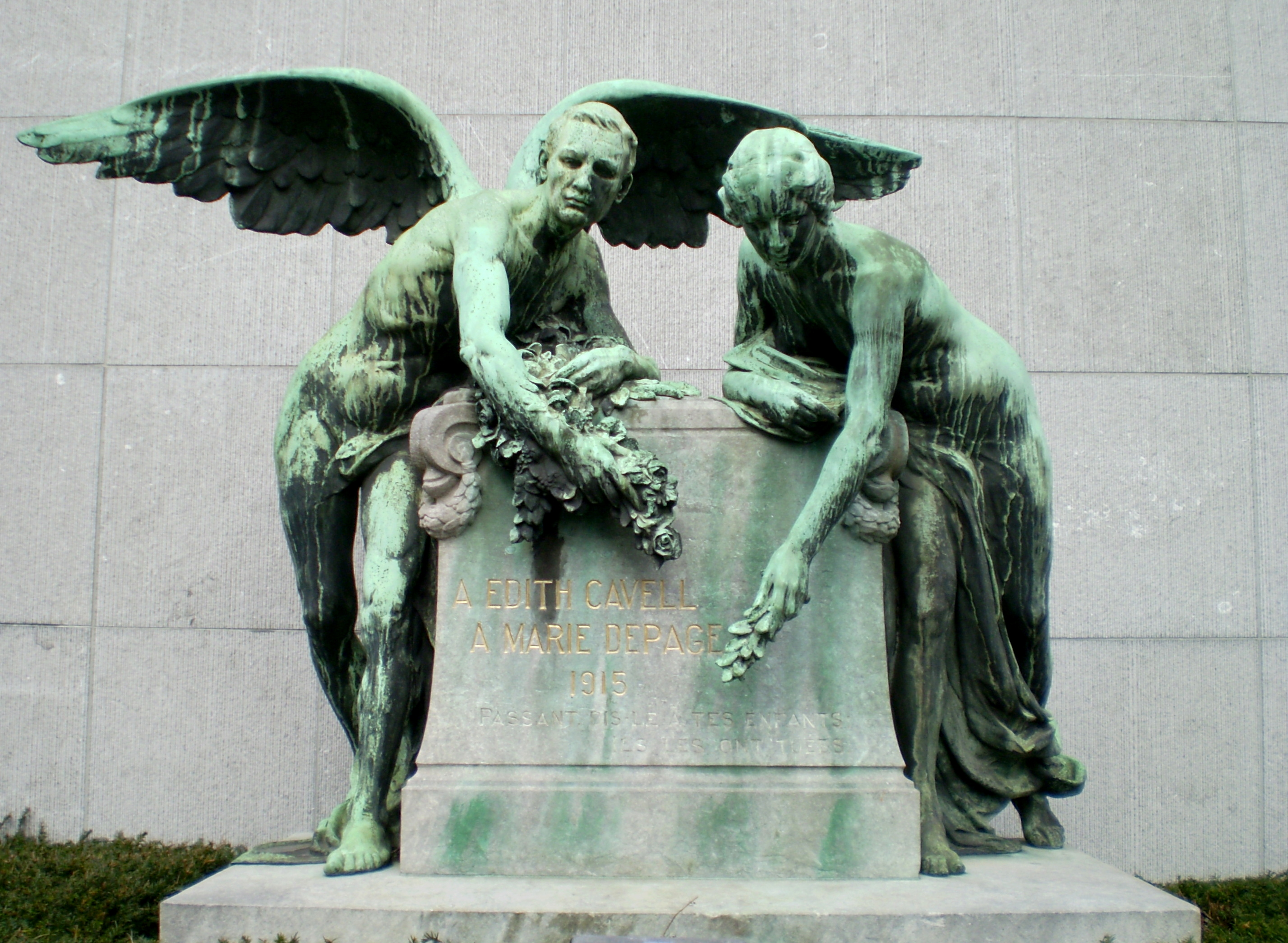
Monument Cavell-Depage te Brussel

In Ukkel werd een straat, die uitgeeft op de verpleegstersschool, ook naar Picard vernoemd.

### Boeken
- Het hospitaal van de Koningin - Rode Kruis, L'Océan en De Panne 1914-1918' - Luc De Munck & Luc Vandeweyer
- Tot aan de Yser (Jusqu’a l’Yser) – Max Deauville
- The Lusitania Saga & Myth 100 Years on – David Ramsay